# Ctenophryne geayi
Espèce
Statut de conservation UICN

 LC  : Préoccupation mineure
Ctenophryne geayi est une espèce d'amphibiens de la famille des Microhylidae.

## Répartition
Cette espèce se rencontre en Amérique du Sud (Bolivie, Brésil, Colombie, Équateur, Guyana, Guyane, Pérou, Suriname, Venezuela). Elle est présente du niveau de la mer jusqu'à 600 m d'altitude,.

## Étymologie
Cette espèce est nommée en l'honneur du pharmacien et voyageur Martin François Geay (1859–1910) qui a collecté le premier spécimen.

## Publication originale
- Mocquard, 1904 : Description de quelques reptiles et d'un batracien nouveaux de la collection du Muséum. Bulletin du Muséum National d'Histoire Naturelle, Paris, vol. 10, no 26, p. 301-309 (texte intégral).